# O Subterrâneo do Morro do Castelo
O Subterrâneo do Morro do Castelo é um romance de Lima Barreto, escrito em 1905.

## Contexto e publicação

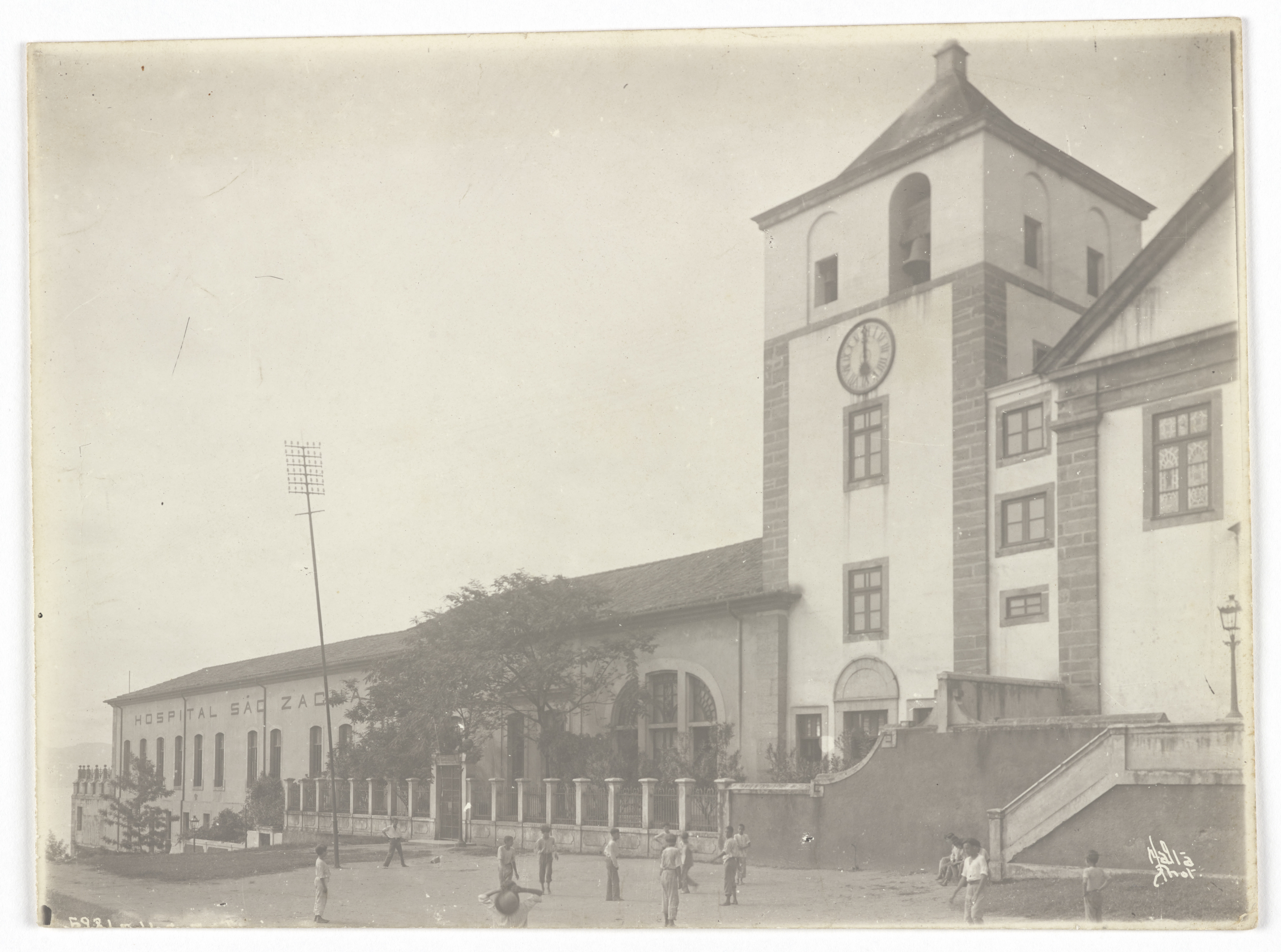
Igreja de Santo Inácio ou dos Jesuítas, no Morro do Castelo, ao lado do Hospital São Zacharias, antigo Colégio dos Jesuítas, onde a Faculdade de Medicina funcionou em seus primeiros anos. Fotografia de Augusto Malta, por volta de 1920. Acervo do Instituto Moreira Salles.

Em 1905, durante as obras de modernização do Rio de Janeiro promovidas pelo prefeito Pereira Passos, o Morro do Castelo foi parcialmente derrubado para a abertura da Avenida Rio Branco (originalmente chamada Avenida Central). Lima Barreto, então colaborador do jornal Correio da Manhã, começou a publicar em 28 de abril daquele ano uma série de crônicas sobre a demolição. À medida que as obras avançavam, os textos publicados no jornal ganhavam contornos de ficção, explorando a lenda urbana sobre um tesouro que teria sido enterrado pelos jesuítas sob o morro. Ao mesmo tempo, explorava uma história de amor entre uma aristocrata, seu amante jesuíta e o francês Jean-François Duclerc.
A última crônica sobre o tema foi publicada em 3 de junho de 1905. Publicados sem assinatura, os textos foram mais tarde identificados como de autoria de Lima Barreto pelo seu biógrafo Francisco de Assis Barbosa
Só em 1997 os textos foram reunidos e publicados em forma de romance.

## Sinopse
O autor inicia o romance narrando a descoberta de galerias subterrâneas durante as escavações do morro. Surgem como personagens o engenheiro responsável pelas obras, Pedro Dutra, que levanta a hipótese de que as galerias poderiam ter sido um esconderijo onde os jesuítas se refugiariam da perseguição do Marquês do Pombal. Em seguida, o presidente Rodrigues Alves revela sua esperança de encontrar ali a solução para a crise econômica do Brasil.
Surge então um novo personagem, o Sr. Coelho, que afirma ser possuidor de um mapa dos subterrâneos do Castelo, documentos que revelam a origem do tesouro dos jesuítas (estátuas em ouro maciço e em tamanho natural dos 12 profetas e de Santo Inácio de Loiola, além de pedras preciosas), e ainda de um pergaminho em que se conta a história de uma condessa e seus amantes. A partir daí, a história se alterna entre o tempo presente, com as crônicas da derrubada do morro, e o passado, com a aventura amorosa ocorrida em 1710.
Nesta, D. Garça, apelido da nobre italiana Alda, casada com um funcionário da alfândega, tem um caso amoroso com o jesuíta francês Jean, que usa os túneis subterrâneos construídos pela ordem para se deslocar pela cidade e assim se encontrar às escondidas com a amante. Jean é anviado pelos seus superiores a uma missão em Goiás. De volta ao Rio, com a cidade atacada pelos franceses, descobre que D. Garça está morando com Duclerc. Furioso, mata os dois amantes e depois comete suicídio.

## Temas
Aos 24 anos, Lima Barreto estreia na ficção explorando a sequência amor-traição-morte, mostrando ainda a influência da literatura realista do século XIX. Também tem um tom de anticlericalismo, ao fazer do jesuíta Jean o vilão da história